# ЕКЮ
ЕКЮ (на английски: ECU, съкратено от European Currency Unit – Европейска валутна единица) е разчетна парична единица, въведена в рамките на европейската валутна система през 1979 г. и заменена от еврото през 1999 г. ЕКЮ-то де факто никога не е било законно платежно средство и от него не са сечени монети или печатани банкноти. Използва се само като платежен инструмент на централните банки и като изчислителна единица в бюджета на Общността. То представлява така наречената валута кошница, която се изчислява спрямо стойността на валутите на страните, участващи в Европейската валутна система. Тежестта на съответната валута при определяне стойността на ЕКЮ-то на свой ред зависи от дела на държавата в БВП на Общността и във вътрешната търговия между държавите членки.

## Европейски механизъм на обменните курсове
Всяка национална валута в рамките на Общността има определен референтен курс в ЕКЮ. При събирането на всички референтни курсове се получават обменните курсове между всеки две валути. Този механизъм на обменните курсове цели да намали колебанията между стойностите на националните валути и ЕКЮ-то.

## Тежест на националните валути
| Валута              | 13.03.1979 – 16.09.1984 | 17.09.1984 – 21.09.1989 | 21.09.1989 – 31.12.1998 |
| ------------------- | ----------------------- | ----------------------- | ----------------------- |
| Белгийски франк     | 9,64%                   | 8,57%                   | 8,183%                  |
| Германска марка     | 32,98%                  | 32,08%                  | 31,955%                 |
| Датска крона        | 3,06%                   | 2,69%                   | 2,653%                  |
| Испанска песета     | –                       | –                       | 4,138%                  |
| Френски франк       | 19,83%                  | 19,06%                  | 20,316%                 |
| Британска лира      | 13,34%                  | 14,98%                  | 12,452%                 |
| Гръцка драхма       | –                       | 1,31%                   | 0,437%                  |
| Ирландски паунд     | 1,15%                   | 1,20%                   | 1,086%                  |
| Италианска лира     | 9,49%                   | 9,98%                   | 7,840%                  |
| Люксембургски франк | –                       | –                       | 0,322%                  |
| Холандски гулден    | 10,51%                  | 10,13%                  | 9,98%                   |
| Португалско ескудо  | –                       | –                       | 0,695%                  |